# Otfrid-Reinald Ehrismann
Otfrid-Reinald Ehrismann (* 16. Juni 1941 in Mainz) ist ein deutscher Germanist mit den Forschungsschwerpunkten Mediävistik und deutsche Sprachgeschichte. Er gilt als ausgewiesener Experte für das Nibelungenlied.

## Leben
Otfrid/Otfried Reinald Ehrismann (in den Publikationen meist „Otfrid Ehrismann“) studierte von 1961 bis 1968 Germanistik und Geschichte an der Johannes Gutenberg-Universität Mainz und wurde dort 1968 mit der Dissertation „Volk. Eine Wortgeschichte vom Ende des 8. Jahrhunderts bis zum Barock“ zum Dr. phil. promoviert. Von 1968 bis 1972 war er Wissenschaftlicher Assistent am Germanistischen Seminar der Justus-Liebig-Universität Gießen; dort habilitierte er sich im Juni 1972 für das Fach „Deutsche Sprache und Ältere Deutsche Literatur“ mit der Schrift „Studien zur Rezeption des Nibelungenlieds von der Mitte des 18. Jahrhunderts bis zum ersten Weltkrieg“ und wurde im Oktober 1972 auf eine Professur an der Universität Gießen berufen.
Otfrid Ehrismann ist ein Enkel des Greifswalder Germanisten Gustav Adolph Ehrismann (1855–1941).

## Forschung
Ehrismanns wissenschaftliche Arbeiten thematisieren innerhalb der mediävistischen Literaturwissenschaft insbesondere das Nibelungenlied und die sogenannte Höfische Dichtung – mit einem besonderen Fokus auf deren Rezeptions-, Wirkungs- und Wissenschaftsgeschichte – sowie die kleineren Narrative des späteren Mittelalters. Innerhalb der deutschen Sprachwissenschaft befasst er sich, anschließend an seine Dissertation, mit der Frühgeschichte des Wortes „deutsch“ und, vertiefend zur Höfischen Dichtung, mit Wortgeschichten des Hohen Mittelalters. Die Rezeptions- und Wirkungsgeschichte des Nibelungenliedes führte Ehrismann zu zwei weiteren Forschungsschwerpunkten: Friedrich Hebbel sowie Jacob Grimm und Wilhelm Grimm. Sein Interesse gilt zudem der didaktischen Vermittlung mittelalterlicher Literatur und Sprache.
Ab 1996 gab er im Auftrag des Collegium Carolinum München e. V. auf Wunsch des ersten Herausgebers Heinz Engels das Sudetendeutsche Wörterbuch heraus. Mittlerweile löste ihn als Herausgeber Thomas Gloning ab.

## Schriften (Auswahl)
Monographien
- Das Nibelungenlied in Deutschland (= Münchener germanistische Beiträge. Band 14). Fink, München 1975, ISBN 3-7705-1187-5 (überarbeitete Fassung der Habilitationsschrift).
- mit Hans Heinrich Kaminsky: Literatur und Geschichte im Mittelalter. Versuch, in deutschsprachige Texte der Stauferzeit einzuführen. Athenaeum, Kronberg 1976, ISBN 3-7610-2122-4.
- Nibelungenlied 1755–1920: Regesten und Kommentare (= Beiträge zur deutschen Philologie. Band 62). Schmitz, Gießen 1986, ISBN 3-87711-139-4.
- Volk. Mediävistische Studien zur Semantik und Pragmatik von Kollektiven (= Göppinger Arbeiten zur Germanistik. Nummer 575). Kümmerle, Göppingen 1993, ISBN 3-87452-817-0.
- Ehre und Mut, Aventiure und Minne. Höfische Wortgeschichten aus dem Mittelalter. C. H. Beck, München 1995, ISBN 3-406-39882-0.
- Nibelungenlied. Epoche – Werk – Wirkung. 2. Auflage. C. H. Beck, München 2002, ISBN 3-406-48719-X.
- Das Nibelungenlied (= Beck Wissen. Band 2372). C. H. Beck, München 2005, ISBN 3-406-50872-3.
- (Mitarbeit Isabelle Hardt): Der Weg zur Hochsprache: Mittelhochdeutsch / Frühneuhochdeutsch. Schneider, Hohengehren 2007, ISBN 978-3-8340-0190-0.
- (Mitarbeit Isabelle Hardt): Vom Hildebrandslied zum Eulenspiegel. Schneider, Hohengehren 2007, ISBN 978-3-8340-0315-7.
- Einführung in das Werk Walthers von der Vogelweide. Wissenschaftliche Buchgesellschaft, Darmstadt 2008, ISBN 978-3-534-20770-1.
- Fabeln, Mären, Schwänke und Legenden im Mittelalter. Wissenschaftliche Buchgesellschaft, Darmstadt 2011, ISBN 978-3-534-23090-7.

Herausgeberschaften, Übersetzungen
- Der Stricker. Erzählungen, Fabeln, Reden. 2. Auflage. Reclam, Stuttgart 2011, ISBN 978-3-15-018821-7.
- Nibelungenlied. Siegfrieds Tod (Die großen Geschichten der Menschheit). C. H. Beck, München 2007, ISBN 978-3-406-54812-3.
- Jacob Grimm und Wilhelm Grimm. Werke (Forschungsausgabe). Bände 1–8 und 29–39, Olms-Weidmann, Hildesheim et al. 1991–2018.
- Friedrich Hebbel. Wesselburener Ausgabe. Briefwechsel. Band III: 1854–1859. iudicium, München 1999, ISBN 3-89129-599-5.
- Sudetendeutsches Wörterbuch. Wörterbuch der deutschen Mundarten in Böhmen und Mähren-Schlesien. Band II–IV, Oldenbourg, München 1996–2010 sowie Band V, Collegium Carolinum, München 2018.
- mit Isabelle Hardt: Das Sudetendeutsche Wörterbuch – Bilanzen und Perspektiven (= DigiOst. Band 11). Collegium Carolinum, München 2021.

Ein ausführliches Publikationsverzeichnis findet sich auf Ehrismanns Webseite.